# YamatoN
YamatoN（ヤマトン、1990年7月4日 - ）は、東京都出身の元プロゲーマー、ストリーマー、Youtuber。本名は林祐人（はやしゆうと）。株式会社REJECTチームCEO。FPSゲーム『Cross Fire』の公式大会で通算10回優勝、日本代表として5回世界大会に出場した。『スペシャルフォース2』『オーバーウォッチ』で国内優勝。『PUBG Mobile』の国内公式リーグ「PUBG Mobile Japan League (PMJL)」の解説者。主にライブ配信サイトTwitchで配信活動を行っている。

## 人物
- 愛称は「ヤマトン先生」「石油王」「林」｢部長｣など。石油王という愛称は、ファミ通.comの記事企画で石油王の服装をさせられたことに由来する。
- 2022年2月まで、DeToNatorのストリーマー部門に所属。それ以前は同じくDeToNatorのOverwatch部門に所属していた。
- 身長は170cm。
- 好きな食べ物はツナマヨネーズ、嫌いな食べ物は甘いもの[5]。
- 好きなドラマはフルハウス。
- 試合前にはルーティンとして高めの栄養ドリンクを飲む。
- 尊敬する人物にNoppoを挙げている。
- 視聴者の身内ネタで「まじかよYamatonのファンやめます」というものがあり、それに対して「車で引き摺り回したいくらいには思っている」と返答している。

## 経歴

### 生い立ち
1990年、東京都で生まれる。
2007年頃から、『Cross Fire』のクラン「Egoist」「Liebe」他で突破力のある攻撃的なプレイヤーとして注目される。
2009～2010年、公務員試験のため半年間ほどFPSゲームから離れる。公務員試験の勉強のため半年程FPSゲームとはほぼ無縁な生活を送る。

### Cross Fire プロ選手として活動
2010年の夏、韓国・ソウルで開催される世界大会「E-Stars Seoul 2010」にて『Cross Fire』が競技種目に選ばれたことをきっかけに、2010年4月6日に新クラン「Vault」が設立する。当時のクランメンバーから新クラン「Vault」への誘いを受けて、同年7月頃、アサルターとして正式加入。
8月13日～15日、Seoul Metropolitan Government主催の公式大会「E-Stars Seoul 2010」に日本代表として出場し準優勝。史上初めて韓国代表チームを破る。11月3日～7日、中国・杭州で開催された世界大会「World E-Sports Masters 2010: Cross Fire」に日本代表クランとして出場し5-6位入賞。
2011年2月21日、クラン「Vault」がゲーミングデバイスメーカー「ARTISAN」とスポンサー契約を締結しプロゲーミングチーム（Vault.ARTISAN）となる。当時、日本のeスポーツシーンで初めてプロゲーマーのブラインドグッズが販売されたことが話題となった。2月に行なわれた公式国内大会『CFTL2011 Season1』で優勝し、3月12日に韓国ソウルで開催される『クロスファイア日韓戦』の出場権を獲得する。3月4日～7日、日韓戦に向けて、レベルが高くプレイ人口も多いベトナムでトレーニングをするために自費で海外遠征をする。
2012年～2013年、クラン「Vault」の一員としてだけでなくクラン「Splline」としても国内大会や数々のイベント活動をおこなった。

### Alliance of Valiant Arms プロ選手として活動
2014年、当時流行していた無料FPS「Alliance of Valiant Arms (AVA)」の公式大会「AVA ODL 2014 Season 3 Master League」にクラン「Galactic」のメンバーとして出場し優勝。
2015年1月1日、『AVA』で世界的な大会実績をもつプロゲーミングチームDeToNatorへ移籍。しばらくの間、プレイヤー兼チームサポート活動を務める。「AVA ODL 2015 Season 1 Master League」で優勝。

### Overwatch プロ選手として活動
2016年1月15日、プロゲーミングチームDeToNatorのOverwatch部門設立に伴いチームに加入。
5月28日、台湾・台北市で開催された台湾Blizzard Entertainmentが主催する公式イベント「Overwatch 台日対抗戦」に出場し台湾選抜チームと対戦する。7月16日、韓国・ソウルで開催された「KT GIGA Overwatch BJ Battle」のオープニングイベントにて、韓国チーム「Maximum impact Gaming (MiG)」とエキシビジョンマッチを行う。
8月7日～21日、DeToNator.Overwatchとして「JCG Overwatch Master Summer Finals」に出場し優勝。2016年シーズンの『Overwatch』国内王者となる。
9月10日、アジア大会「Shimada Cup 2016 Week6」に招待され優勝。賞金30,000台湾ドルを獲得する。10月6日～16日、中国・上海で行われたBanana Gaming & Media主催の国際大会「APAC Premier 2016」に日本代表として招待出場するも予選敗退、9位に終わる。10月12日、およそ9か月間の第1期DeToNator.Overwatchとしての選手活動を終了。

### ストリーマーとして活動～現在
2016年10月13日、DeToNatorのストリーマー部門に移籍。
2017年5月20日、「PUBG JAPAN DONKATSU CUP SQUAD #1」に、StylishNoob, SHAKA, SPYGEAと出場し準優勝。
8月23日～26日、ドイツ・ケルンで開催された招待制大会「Gamescom PUBG Invitational」に出場。
10月22日、PUBG初の公式国内大会「PUBG JAPAN CHAMPIONSHIP 2017 by DMM GAMES」に、StylishNoob, SHAKA, SPYGEAと出場し5位入賞。
2018年3月4日、名古屋テレピアホールにて、東海テレビ放送主催のイベント『Nagoya e-Sports Festival Vol.0』にイベント出演。
2022年2月28日、DETONATORから卒業することを発表。
2022年3月1日、REJECTに加入し、チーム運営部部長に就任したことを自身のTwitchチャンネルで発表。

## 大会戦績

### CROSS FIRE
国際大会
- 2010-08-15  E-Stars Seoul 2010: Asia Championship Crossfire - 準優勝（Vault, 日本代表）
- 2010-11-07  World E-Sports Masters 2010: Cross Fire - 5-6位（Vault, 日本代表）
- 2010-10-??  World Online Gaming League 2010: Cross Fire - 8位（Liebe, 日本代表）
- 2011-11-13  Cross Fire G-STARS 2011 - 準優勝（Vault, 日本代表）
- 2011-12-11  World Cyber Games 2011: CrossFire  - 予選敗退（日本代表）
- 2011-03-12  Cross Fire日韓戦 - 準優勝（Vault）[8]

国内大会
- 2009  CFJL: Cross Fire Japan League - 優勝（Liebe）
- 2009  Cross Fire Tournament League (CFTL) 2009 1st Season - 優勝（Liebe）
- 2010  Cross Fire League 2010 Season1 League1 優勝（Liebe）
- 2010  Cross Fire Tournament League (CFTL) 2010 Season 1 - 優勝（Vault）[27]
- 2010  Cross Fire Tournament League (CFTL) 2010 Season 2 (日本代表決定戦) - 優勝（Vault）
- 2010  Cross Fire Tournament League (CFTL) 2010 Season 3 (Final) - 優勝（Vault）
- 2011  Cross Fire Tournament League (CFTL) 2011 Season 1  (日本代表決定戦) - 優勝（Vault）
- 2012  Cross Fire Championship 2012 Season 1 - 準優勝（Vault）
- 2012  Cross Fire Championship 2012 Season 5 - 優勝（spline）
- 2012  Cross Fire Championship 2012 Final - 優勝（spline）

コミュニティ大会
- 2009  Cross Fire Weekend Tournament 2nd Season - 優勝（Vault）
- 2011  Cooler Master Coss Fire Competition (CCC) - 優勝（Vault.ARTISAN）[28]
- 2013  CFUTL: Cross Fire User's Tournament League 2013 - 優勝
- 201?  CFWCL - 優勝
- 201?  Gamers League 1st - 優勝
- 201?  Gamers League 2nd - 優勝
- 201?  みにろと杯 - 優勝

### Counter Strike: Online
国内大会
- 2010  Counter-Strike Online Official Tournament 1st - 優勝（レイ様と下僕達）[29]
- 201?  Counter-Strike Online Japan Cup Championship 東北予選 - 優勝（Vaultralhi!）
- 201?  Counter-Strike Online Japan Cup Championship - 3位（Vaultralhi!）

### SPECIAL FORCE 2
国内大会
- 2012  Special Force 2 Super League 1st Season - 優勝（AX-Fivestars）
- 2012  Special Force 2 Super League 1st Season GRAND FINAL[30] - 優勝（AX-Fivestars）

コミュニティ大会
- 2012  SF2 barusa杯 - 優勝, MVP（AX-Fivestars）

### Alliance of Valiant Arms
国内大会
- 2014  AVA ODL 2014 Season 3 Master League - 優勝（Galactic）
- 2015  AVA ODL 2015 Season 1 Master League - 優勝（DeToNator）

### Overwatch
国際大会
- 2016-05-28  Overwatch 台日対抗戦 - Lose（DeToNator）
- 2016-07-14  KT GIGA Overwatch BJ Battle Opening Event - Lose（DeToNator）
- 2016-07-22  ZhusunCup - Best8（DeToNator）
- 2016-08-13  Shimada Cup 2016 Week2 - 準優勝（DeToNator）
- 2016-09-10  Shimada Cup 2016 Week6 - 優勝（DeToNator）
- 2016-09-18  TGS 2016 Overwatch Exhibition Match Japan vs Taiwan - Lose（DeToNator）
- 2016-10-07  APAC Premier 2016 - 9位（DeToNator, 日本代表）

国内大会
- 2016-06-19  JCG Master KickOff CUP - 優勝（DeToNator）
- 2016-07-09  JCG Master 2016 #1 - 優勝（DeToNator）
- 2016-08-21  JCG Master 2016 Summer Finals - 優勝（DeToNator）

### PlayerUnknown's Battlegrounds
国際大会
- 2017-08-23  Gamescom PUBG Invitational Day1 Solo TPP - 30位
- 2017-08-24  Gamescom PUBG Invitational Day2 Duo TPP - 11位（with SPYGEA）
- 2017-08-25  Gamescom PUBG Invitational Day3 Duo FPP - 13位（with SPYGEA）
- 2017-08-26  Gamescom PUBG Invitational Day4 Squad TPP - 14位（with StylishNoob, SPYGEA, SHAKA）

国内大会
- 2017-10-22  PUBG JAPAN CHAMPIONSHIP 2017 by DMM GAMES - 5位（with StylishNoob, SPYGEA, SHAKA）

コミュニティ大会
- 2017-05-20  PUBG JAPAN DONKATSU CUP SQUAD #1 - 準優勝（with StylishNoob, SPYGEA, SHAKA）
- 2017-07-16  PUBG JAPAN DONKATSU CUP SQUAD #2 - 5位（with StylishNoob, SPYGEA, SHAKA）